# La Femme rêvée (film, 1953)
Pour les articles homonymes, voir La Femme rêvée.
Pour plus de détails, voir Fiche technique et Distribution.
La Femme rêvée (Dream Wife) est un film américain réalisé par Sidney Sheldon, sorti en 1953.

## Synopsis
Clemson Reade est fiancé à Effie, une jeune femme moderne qui travaille au Département d'État. Lors d'un voyage au Moyen-Orient, Clemson fait la connaissance de la princesse Tarji, que son père présente comme une future épouse de rêve. Mais Clemson doit rentrer pour épouser Effie la semaine suivante. Lorsqu'il retrouve sa fiancée, toute occupée à régler des problèmes économiques complexes, il se met à rêver à l'épouse parfaite qu'aurait pu être la belle princesse arabe. Il rompt ses fiançailles, et télégraphie à Tarji qui accepte de venir aux États-Unis. Lorsque la princesse arrive, il lui faut un chaperon, et c'est Effie qui va jouer ce rôle…

## Fiche technique
- Titre : La Femme rêvée
- Titre original : Dream Wife
- Réalisation : Sidney Sheldon
- Scénario : Sidney Sheldon, Herbert Baker et Alfred Lewis Levitt
- Musique : Conrad Salinger
- Photographie : Milton R. Krasner
- Montage : George White
- Décors : Cedric Gibbons et Daniel B. Cathcart
- Décorateur de plateau : Alfred E. Spencer et Edwin B. Willis
- Costumes : Herschel McCoy et Helen Rose
- Production : Dore Schary
- Société de production et de distribution : Metro-Goldwyn-Mayer
- Pays d'origine : États-Unis
- Format : Noir et blanc - 1,37:1 - 35 mm - Son : Mono (Western Electric Sound System)
- Genre : Comédie romantique
- Durée : 100 minutes
- Dates de sortie :
  - États-Unis : 19 juin 1953
  - France : 25 novembre 1953

## Distribution
- Cary Grant (VF : Michel Roux) : Clemson Reade
- Deborah Kerr (VF : Denise Bosc) : Effie
- Walter Pidgeon (VF : Pierre Morin) : Walter McBride
- Betta St. John : Tarji
- Eduard Franz (VF : Roger Tréville) : Khan
- Buddy Baer : Vizier
- Les Tremayne (VF : Richard Francœur) : Ken Landwell
- Donald Randolph : Ali
- Bruce Bennett (VF : Raymond Loyer) : Charlie Elkwood
- Richard Anderson : Henry Malvine
- Dan Tobin : Mr. Brown
- Movita : Rima
- Gloria Holden : Mrs. Landwell
- June Clayworth : Mrs. Elkwood
- Dean Miller : George
- Steve Forrest : Louis
- Jonathan Cott : Marine
- Patricia Tiernan : Pat
- John Alvin : Journaliste

Acteurs non crédités
- Kathleen Freeman : femme de ménage à l'hôtel
- Merrill McCormick : vieux bukistanais
- Gayne Whitman : homme à l'aéroport